# کارا (گروه موسیقی)
کارا (카라) یک گروه موسیقی پاپ کره‌ای با امضای دانشگران صنعت پژوه رسانه‌ها (DSP)از کشور کره جنوبی است. نام کارا برگرفته شده از واژهٔ یونانی chara (χαρά) به معنای لذت است؛ که تفسیر گروه از آن، ملودی شیرین است.

## اعضا
کارا به عنوان یک گروه چهار نفره شروع به کار کرد که اولین آلبوم آن‌ها The First Blooming در سال ۲۰۰۷ (۱۳۸۶) منتشر شد.

## جدایی کیم سونگ-هی
سال ۲۰۰۸ کیم سونگ-هی به علت فشارهای پدر و مادرش از گروه جدا شد و دو عضو دیگر وارد گروه شدند که گروه، پنج نفره شد: پارک گیو-ری؛ هان سئونگ-یون؛ گو ها-را؛ جانگ نیکول و کانگ جی-یونگ.

## شروع آثار
این گروه پنج نفره اولین اثر خود را با تک‌آهنگ Honey به وجود آورد. گروه دو آلبوم کامل - The First Blooming و Revolution - را همراه با چند آهنگ مختلف بیرون داد.

## جوایز
کارا جوایز مختلفی شامل جایرهٔ رقص برتر از جوایز موسیقی آسیایی M.net و جایزهٔ خوانندهٔ زن برتر در شانزدهمین جوایز هنر سرگرمی کره به دست آورده‌است.
سرانجام گروه اولین کار خود را دژاپن سال ۲۰۱۰ ساخت. در پایان آن سال، کارا به عنوان بهترین هنرمند تازه‌کار سال ۲۰۱۰ توسط oricon ژاپن دوبله شد و همچنین جایزهٔ بین‌المللی هنرمند جدید سال را از دیسک طلای جوایز ژاپن دریافت کرد. گروه همچنین اولین آلبوم ژاپنی خود - Girl's Talk - در نهایت به عنوان طلای سفید توسط RIAJ، گواهی داده شد. در فوریه ۲۰۱۱ تک‌آهنگ‌های Jumping و Mister کارا، طلای سفید دریافت کرد و مجدداً توسط RIAJ، گواهی گرفت. در مارچ، کارا به عنوان اولین هنرمند خارجی در صدر جدول دی وی دی مرکب Oricon قرار گرفت و این هنرمند خارجی برای دو هفتهٔ پیا پی در بالای جدول گفت. در آوریل ۲۰۱۱، با سومین تک‌آهنگ Jet Coaster Love کارا به عنوان اولین گروه خارجی زنان از زمان ایجاد مؤسسهٔ Oricon (۴۳ سال پیش) به رتبهٔ اول در اولین هفتهٔ انتشار آن رسید و همه با هم به عنوان اولین گروه خارجی زنان رتبه ۱ نمودارها. آن‌ها همچنین اولین گروه دختر کره‌ای در صدر تک جدول هفتگی Oricon هستند. باشگاه رسمی طرفداران آن‌ها Kamilia -KaRa and Familia (Family) - است. رنگ بادکنک رسمی آن‌ها هلو - مرواریدی است.

## جدایی جانگ نیکول و کانگ جی یانگ
در سال ۲۰۱۴ دو عضو گروه جانگ نیکول (Jung Nicole) و کانگ جی یانگ (Kang Jiyoung) گروه را ترک کردند. بعد از ترک نیکول و جی یانگ DSP برنامه‌ای به نام Baby KARA از شبکه‌های MBC برای انتخاب عضو جدید پخش کرد.
هو یانگ جی (Heo Young Ji) که بیشترین رای را از طرف KAMILIA (نام فن کلاب کارا) را گرفته بود به عنوان عضو جدید انتخاب شد.

## منحل شدن گروه
گروه کارا در سال ۲۰۱۶ رسماً منحل شد.